# Bouafles (Seine-Maritime)
Pour l’article homonyme, voir Bouafles.
Bouafles est une ancienne commune de la Seine-Inférieure, absorbée en 1823 par la commune de Vieux-Rouen-sur-Bresle, aujourd'hui en Seine-Maritime. Elle est, depuis lors, un hameau de cette dernière, situé au nord de l'actuel territoire communal, même si elle est en fait plus proche de Hodeng-au-Bosc que de Vieux-Rouen-sur-Bresle. Elle est située le long de la vallée de la Bresle.
On y trouve un tilleul remarquable, site naturel classé en 1932.
En 1873 s'y est ouverte une gare, aujourd'hui fermée aux voyageurs, de la ligne d'Épinay - Villetaneuse au Tréport - Mers.

## Photos

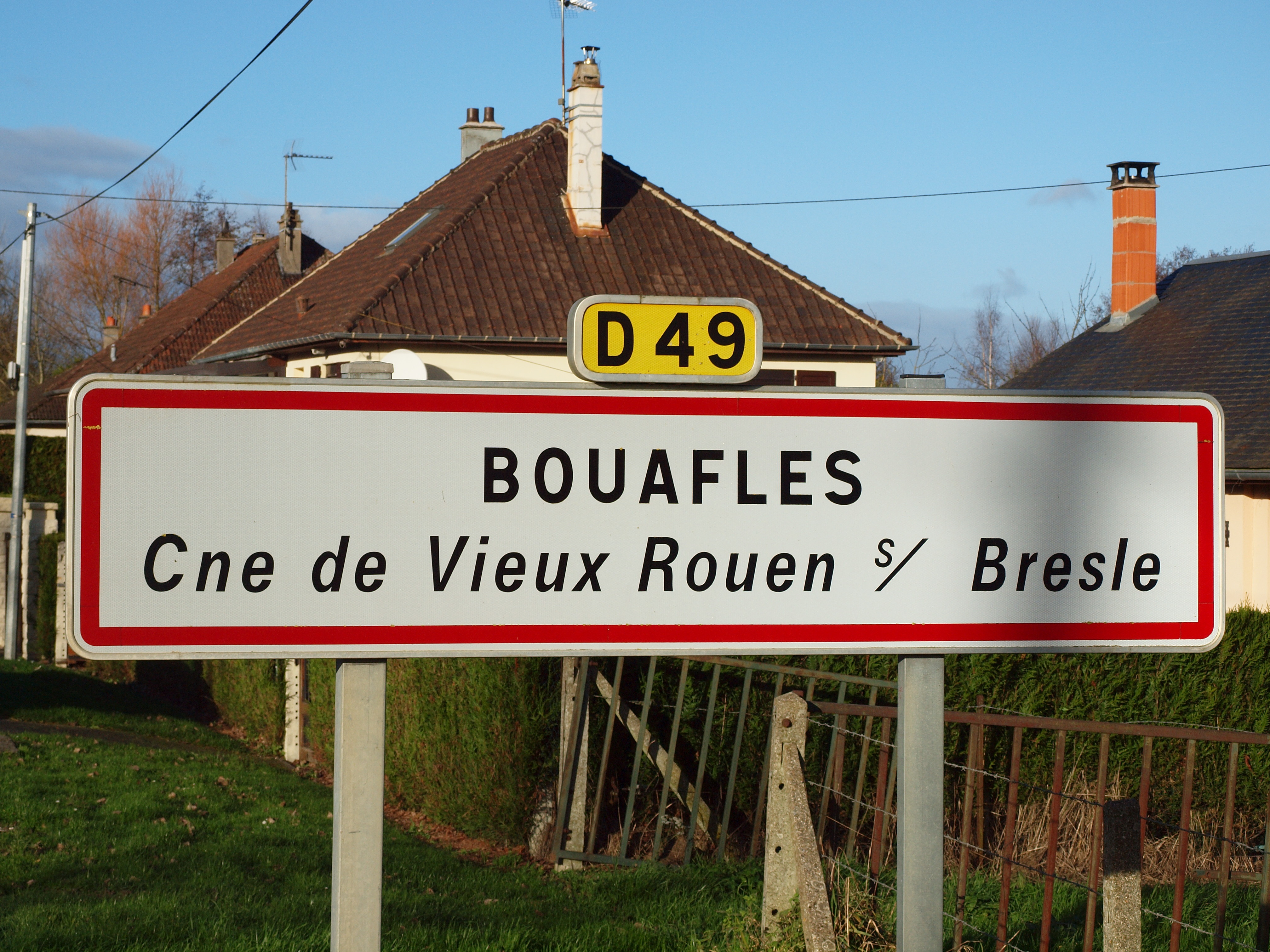
Panneau d'entrée de Bouafles.
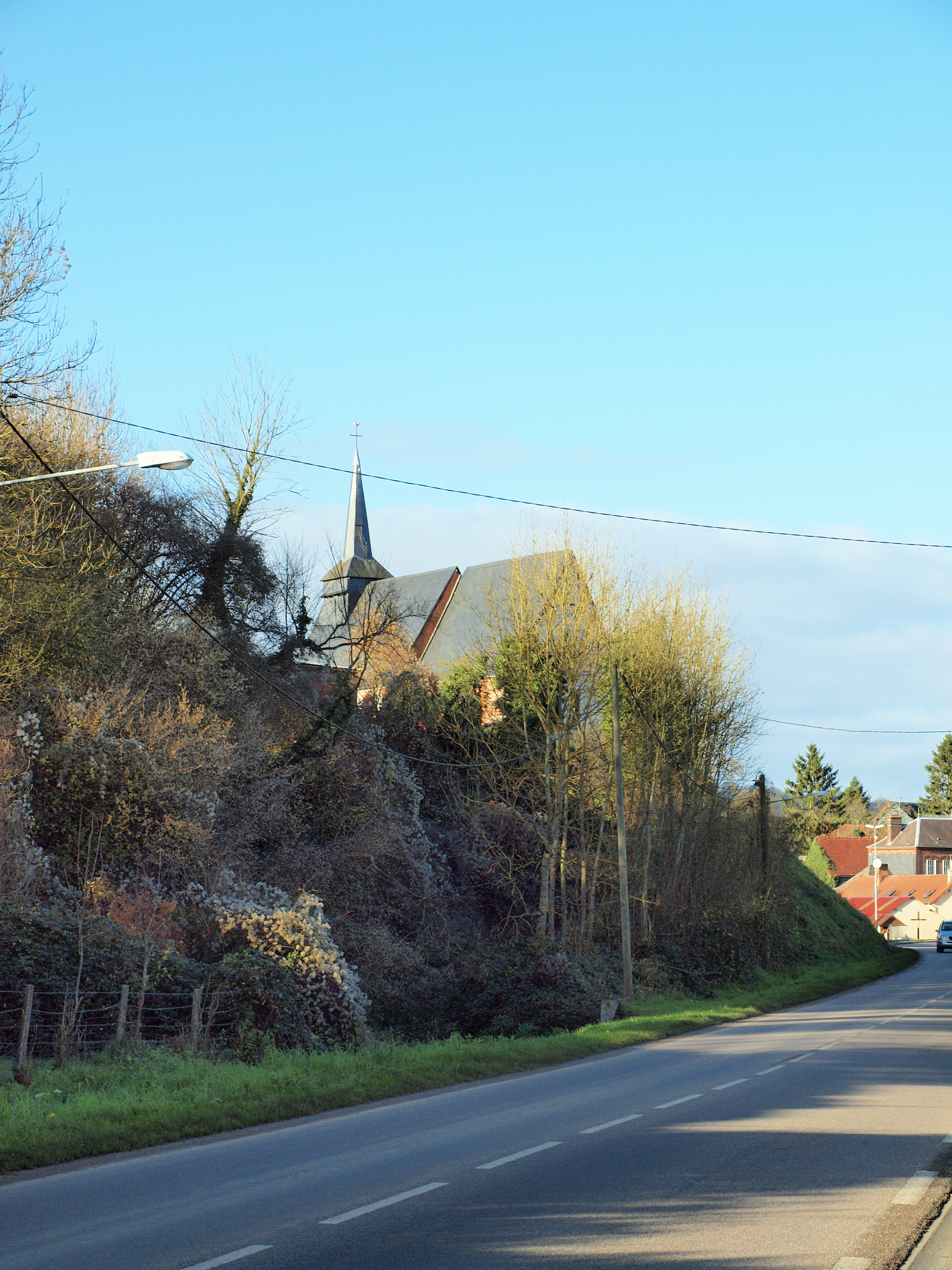
Église Saint-Jean-Baptiste de Bouafles.
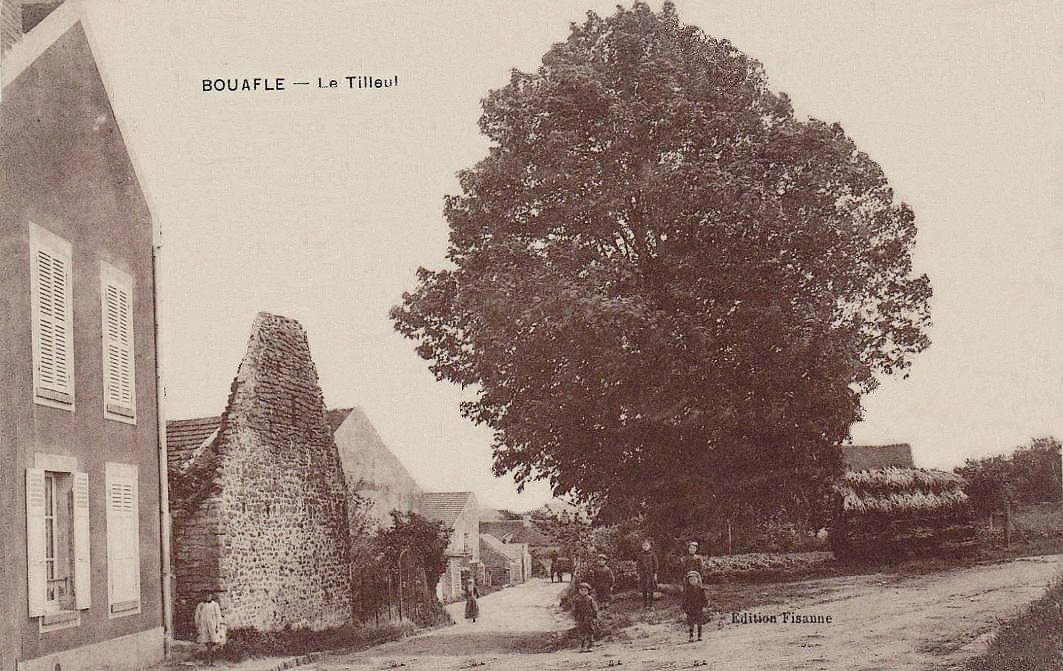
Le tilleul de Bouafles, carte postale de 1900 environ.